# Валпарейзо (Индиана)
Валпарейзо (англ. Valparaiso) — город и административный центр округа Портер в штате Индиана США. По данным переписи 2020 года, численность населения составляла 34 151 человек.

## Население
| 2010   | 2020    |
| ------ | ------- |
| 31 730 | ↗34 151 |